# Brian Bixler
Pour les articles homonymes, voir Bixler.
Brian Joseph Bixler (né le 22 octobre 1982 à Sandusky, Ohio, États-Unis) est un joueur des Ligues majeures de baseball évoluant aux postes d'arrêt-court et de voltigeur. Il est présentement sous contrat chez les Padres de San Diego.

## Carrière

### Carrière scolaire et universitaire
Après des études secondaires à la Perkins High School de Sandusky (Ohio), Brian Bixler suit des études supérieures à l'université de l'Est du Michigan où il porte les couleurs des Eagles d'Eastern Michigan de 2002 à 2004. Désigné meilleure recrue de la Mid-American Conference en 2002, il hérite du titre de meilleur joueur de la MAC en 2004. Bixler devient le premier joueur de cette conférence de la NCAA a enregistré plus de 100 coups sûrs en une seule saison (2004). Il porte également le record de matchs consécutifs avec au moins un coup sûr à 32 dans cette conférence.

### Pirates de Pittsburgh
Bixler est drafté le 7 juin 2004 par les Pirates de Pittsburgh au deuxième tour de sélection (52e choix). Il perçoit un bonus de 670 000 dollars à la signature de son premier contrat professionnel le 30 juin 2006. 
Il passe quatre saisons en Ligues mineures avant d'effectuer ses débuts en Ligue majeure le 6 avril 2008. Bixler ne figure pas dans l'effectif actif à l'ouverture de la saison 2008, mais il est rapidement appelé en Majeure à la suite d'une blessure de Jack Wilson. Après 34 matchs joués entre le 6 avril et 25 mai, Bixler n'affiche qu'une moyenne de 0,175 au bâton. Il est reversé en Triple-A. Outre une apparition isolée avec les Pirates le 30 juillet, Bixler retrouve les terrains de Ligues majeures au mois de septembre, à l'ouverture de l'effectif actif à quarante noms.  
Bixler ne figure toujours pas de l'effectif actif à l'ouverture de la saison 2009, mais il est une nouvelle fois rapidement appelé chez les Pirates à la suite d'une autre blessure de Jack Wilson. L'absence de Wilson permet à Bixler de disputer huit matches au plus haut niveau au cours desquels il enregistre, entre le 26 avril et le 10 mai, une moyenne au bâton de 0,200. Il est relégué en Triple-A au retour de Wilson et se contente d'effectuer quelques apparitions avec les Pirates, notamment en fin de saison.

### Nationals de Washington

#### Saison 2010
Bixler rejoint les Indians de Cleveland le 18 janvier 2010 à l'occasion d'un échange contre le jeune Jesus Brito. Il doit se contenter d'évoluer en Ligues mineures avec les Columbus Clippers (AAA).
Brian Bixler rejoint les Nationals de Washington le 12 août via un crochet par l'organisation des Pirates de Pittsburgh où il reste moins d'un mois. Dans ces deux cas, il ne joue qu'en ligues mineures.

#### Saison 2011
Bixler dispute 79 parties, la majorité au champ extérieur, pour les Nationals de Washington en 2011. Il frappe dans une moyenne de, 205 et c'est son plus grand nombre de parties jouées en une saison depuis son entrée dans les majeures.

### Astros de Houston
Le 3 novembre 2011, Bixler est réclamé au ballottage par les Astros de Houston. Il dispute 36 matchs pour Houston en 2012, frappant deux circuits et récoltant sept points produits.
Il rejoint les Mets de New York le 16 novembre 2012 mais ne joue pas pour eux. Le 25 avril 2014, il signe chez les Padres de San Diego.

## Statistiques
| Saison | Équipe     | G  | AB  | R  | H  | 2B | 3B | HR | RBI | SB | BA    |
| ------ | ---------- | -- | --- | -- | -- | -- | -- | -- | --- | -- | ----- |
| 2008   | Pittsburgh | 50 | 108 | 16 | 17 | 2  | 1  | 0  | 2   | 1  | 0,157 |
| 2009   | Pittsburgh | 18 | 44  | 5  | 10 | 5  | 0  | 0  | 3   | 1  | 0,227 |
| Totaux | Totaux     | 68 | 152 | 21 | 27 | 7  | 1  | 0  | 5   | 2  | 0,178 |

Note : G = Matches joués ; AB = Passages au bâton; R = Points ; H = Coups sûrs ; 2B = Doubles ; 3B = Triples ; 
HR = Coup de circuit ; RBI = Points produits ; SB = Buts volés ; BA = Moyenne au bâton.